# Matt Mobley
Matthew Warren "Matt" Mobley (Worcester, Massachusetts, 1 de septiembre de 1994) es un baloncestista estadounidense que actualmente se encuentra sin equipo.

## Trayectoria
Formado a caballo entre Central Connecticut Blue Devils (2013-2015) y St. Bonaventure Bonnies (2016-2018), tras no ser drafteado en 2018, debuta como profesional en la temporada 2018/19 firmando un contrato por una temporada con el Spirou Basket Club, donde disputa Ligue Ethias y Basketball Champions League.
En junio de 2019 ficha por el Élan Béarnais Pau-Lacq-Orthez francés.
Tras su paso breve paso por el baloncesto galo, ficha por el Sigortam.Net İTÜ turco, en octubre de 2019.
En septiembre de 2020 vuelve a fichar por el Skyliners Fráncfort alemán, toda vez que debido a la Pandemia del Coronavirus, solo pudo jugar un encuentro tras su fichaje inicial en marzo del mismo año.
El 22 de julio de 2021, se oficializa su fichaje por el Casademont Zaragoza.
En la temporada 2022-23, firma por el ratiopharm Ulm de la Basketball Bundesliga.
El 7 de enero de 2023, firma con el JDA Dijon Basket de la LNB Pro A.
El 6 de octubre de 2023 firmó con Taipei Mars de la T1 League. Nunca jugó para el equipo ya que su contrato fue rescindido el 10 de noviembre. El 17 de enero de 2024 firmó con el SLUC Nancy de la LNB Pro A.
El 11 de marzo de 2024 firmó con el Wilki Morskie Szczecin de la PLK polaca.